# Elisha Scott
Elisha Scott, född 24 augusti 1894 i Belfast, död 16 maj 1959, var en irländsk fotbollsmålvakt. 
Scott föddes i Belfast och spelade i Linfield, Broadway United och Belfast Celtic innan han värvades av Liverpools tränare Tom Watson i september 1912 efter att ha blivit rekommenderad av sin storebror Billy, som hade spelat för Everton i 1906 års FA-cupfinal. Liverpool kunde dock värva Scott först efter att Everton avböjt att kontraktera honom då han ansågs vara för ung. Debuten fick vänta till nyårsdagen 1913, då han höll nollan mot Newcastle United på St James' Park. Direkt efteråt erbjöd Newcastle 1000 pund för att få köpa loss Scott, men Liverpool vägrade sälja.
Scott fick till en början agera reservmålvakt bakom Ken Campbell, men under sista säsongen före första världskriget, 1914/15, spelade han 23 ligamatcher. Direkt efter kriget tog Campbell tillbaka rollen som förstemålvakt, men i slutet av säsongen 1919/20 fick Scott chansen. Campbell lämnade klubben i april 1920 och Scott etablerade sig som ordinarie målvakt i Liverpool. När Liverpool blev ligamästare 1922 missade han bara tre matcher. Året efter spelade Scott samtliga matcher då man försvarade ligatiteln.
Mot slutet av 1920-talet fick Scott konkurrens av Arthur Riley om målvaktsplatsen. Scott spelade dock flertalet av matcherna i början av 1930-talet, men han fick allt svårare att ta en plats och 1934 bad han att få återvända till sin gamla klubb Belfast Celtic för att bli spelande tränare. Scott spelade sin sista av 468 matcher för Liverpool den 21 februari 1934, då Chelsea vann med 2–0 på Stamford Bridge.
Scott spelade sin sista match för Belfast Celtic som 42-åring 1936. Han fortsatte i klubben som tränare och blev irländsk ligamästare tio gånger och irländsk cupvinnare sex gånger på 15 år. Det kunde blivit fler titlar, men 1948 drog sig klubben ur ligan efter en match mot Linfield. Bakgrunden var att anhängare till Linfield stormade planen och attackerade Celticspelarna vilket fick till följd att en av spelarna, Jimmy Jones, bröt benet. Celtic kände att polisen inte kunde skydda spelarna och publiken från våldet.
På landslagsnivå spelade Scott fem landskamper för det enade Irland 1920. Han kom sedan att spela 22 landskamper för Nordirland.